# Аканди (аэропорт)
Аэропорт имени Альсидеса Фернандеса (исп. Aeropuerto Alcides Fernández), (ИАТА: ACD, ИКАО: SKAD) — коммерческий аэропорт, расположенный на побережье Карибского моря и обслуживающий коммерческие авиаперевозки города Аканди (департамент Чоко, Колумбия). Является важным транспортным узлом, связывающим главным образом чартерными рейсами Аканди и населённые пункты департамента с городами страны и аэропортами Панамы.

## Общие сведения
В начале 2000 года аэропорт имени Альсидеса Фернандеса был закрыт по причине сильного снижения туристического потока в Аканди. В следующем году мэр Аканди выделил 30 миллионов колумбийских песо (примерно 12,5 тыс. долларов США) на работы по расширению взлётно-посадочной полосы и модернизацию пассажирского терминала аэропорта. Ещё 1,5 млрд песо (около 63,5 тыс. долларов США) на ту же программу модернизации выделило колумбийское правительство. В 2003 году после окончания работ аэропорт был открыт на официальной церемонии министром транспорта страны Андресом Уриэлем Гальего и директором Управления гражданской авиации Колумбии Хуаном Карлосом Велесом.